# Niccolò Franco (letterato)
(Niccolò Franco nella prefazione di Priapea)
Niccolò Franco (Benevento, 13 settembre 1515 – Roma, 11 marzo 1570) è stato un poeta e scrittore italiano.

## Biografia
Nato a Benevento da modesta famiglia, il poeta compì studi umanistici alla scuola del fratello Vincenzo. In gioventù strinse amicizia con il suo concittadino Antonio Delli Sorici. Nel 1544 si trasferì a Napoli dove intraprese gli studi legali, venendo in contatto con il giurista Bartolomeo Camerario. A Napoli scrisse una centuria di epigrammi latini in onore di Isabella di Capua, moglie di Ferrante I Gonzaga. Nel 1536 si trasferì a Venezia, ospite di Benedetto Agnelli, oratore del duca di Mantova. Nell'agosto dello stesso anno pubblicò il poemetto in ottave Tempio d'amore. Carlo Simiani dimostrò che il Tempio d'amore era in realtà un plagio di Franco ai danni del napoletano Iacopo Campanile, detto Capanio.
L'anno successivo entrò al servizio del celebre scrittore e poeta Pietro Aretino. Data la sua predisposizione alle lettere, non meno che all'invettiva, Franco divenne ben presto il segretario dell'Aretino e, dopo qualche anno, decise di "mettersi in proprio", proponendo i servigi a clienti conosciuti in quegli anni. L'Aretino non gradì molto l'iniziativa e dopo alcuni scontri verbali o scritti, culminati da un colpo di pugnale, da parte di Ambrogio Eusebi amico dell'Aretino, che lo sfregiò in volto, Franco decise di trasferirsi in altra città. Viaggiò per la penisola ponendosi al servizio di vari signori e signorotti (Casale Monferrato, Mantova, Cosenza, Napoli)  per approdare a Roma nel 1558. Anche nell'Urbe pensava di iniziare l'attività di scrittore e libellista, mettendo la propria penna a disposizione dei vari potenti cittadini, dai quali venne ben presto assoldato per produrre lodi, invettive, sonetti licenziosi ed ogni altro prodotto letterario richiesto all'epoca, comprese alcune pasquinate; ma poco dopo il suo arrivo, il 15 luglio 1558 fu arrestato in casa di Bartolomeo Camerario, allora commissario generale per l'Annona che fu arrestato anch'egli per malversazione, e Franco rimase in prigione per otto mesi. Riottenne la libertà il 6 febbraio 1559 grazie all'intervento del duca di Paliano Giovanni Carafa; con la libertà gli furono restituite le carte sequestrate. Divenne familiare col cardinale Giovanni Gerolamo Morone.
La sua grande sfortuna fu di accettare l'incarico di produrre, su commissione del Procuratore fiscale apostolico Alessandro Pallantieri, un libello infamante ed alcune pasquinate rivolte a papa Paolo IV (Gian Pietro Carafa), allo scopo di diffonderle all'indomani della sua morte ("Commento sopra la vita et costumi di Giovan Pietro Carafa che fu Paolo IV chiamato, et sopra le qualità de tutti i suoi et di coloro che con lui governaro il pontificato"). Nel 1557 Pallantieri era stato destituito dal cardinal Carlo Carafa, inquisito per reati fiscali e imprigionato; era giudicato pertanto nemico dei Carafa. In seguito alla morte di Paolo IV, venne eletto papa Pio IV (Giovanni Medici di Marignano) che provvide a scarcerare Pallantieri, nominandolo Governatore di Roma ed a mandare a morte, dopo un processo sommario, due importanti membri della famiglia Carafa.
Tutto sembrava andare per il meglio, quando nel 1566 l'improvvisa morte di Pio IV e l'alleanza elettorale tra i cardinali Carlo Borromeo e Alessandro Farnese il giovane, preoccupati dall'enorme potere di Pallantieri, causò l'inaspettata elezione di Antonio Ghislieri, pupillo della famiglia Carafa, che divenne così papa Pio V. Non appena giunto al soglio pontificio, il nuovo papa ordinò la revisione del "processo Carafa", allontanò Pallantieri da Roma e iniziò un'inchiesta sulle azioni dell'ex governatore. È nell'ambito di questo scontro tra potenti che lo scrittore rimase travolto dagli eventi. La casa di Niccolò Franco venne perquisita, tutti i carteggi sequestrati ed egli imprigionato (1º settembre 1568). Interrogato e torturato, Franco confessò la committenza di Pallantieri per la creazione del libello contro Paolo IV e la sua famiglia.
Probabilmente allo scopo di non consentirgli ritrattazioni che avrebbero impedito l'incriminazione di Pallantieri, nonostante il cardinal Morone avesse assunto la difesa dello scrittore al processo, Franco venne condannato a morte ed impiccato l'11 marzo 1570, in Ponte Sant'Angelo a Roma, in conformità a quella recente legge che, ironia della sorte, proprio Pallantieri aveva fortemente voluto e promulgato, come governatore di Roma.
Gli è dedicata una strada nella città di Benevento.

## Principali opere
- Pistule vulgari (1538)
- Petrarchista (1538) una satira sugli imitatori dello stile del Petrarca
- Dialoghi piacevolissimi (1539) opera lodata da Torquato Tasso
- Rime contro Pietro Aretino (1545)
- Priapea (1546)
- Il Duello (1546)
- Philena (romanzo) del 1546